# Barre (Vermont)
Barre /ˈbæreu/ é a maior cidade no Condado de Washington, Vermont, Estados Unidos. De acordo com o 2010 census, a população municipal era de 9. 052. Popularmente conhecido como "Barre City", é quase que completamente cercada por "Barre Town", que é um município separado.
Na mídia e em empresas, Barre é referida como um subúrbio de Montpelier, a capital do Estado . É a principal cidade da Barre-Montpelier Micropolitan Area, que tem cerca de 60. 000 habitantes e é a terceira maior área metropolitana de Vermont, depois  de Burlington e Rutland. Barre também é a quarta maior cidade de Vermont.
O filme O Terceiro Tiro, de Alfred Hitchcock estreou no Teatro Paramount, em Barre, em 27 de setembro de 1955.

## História

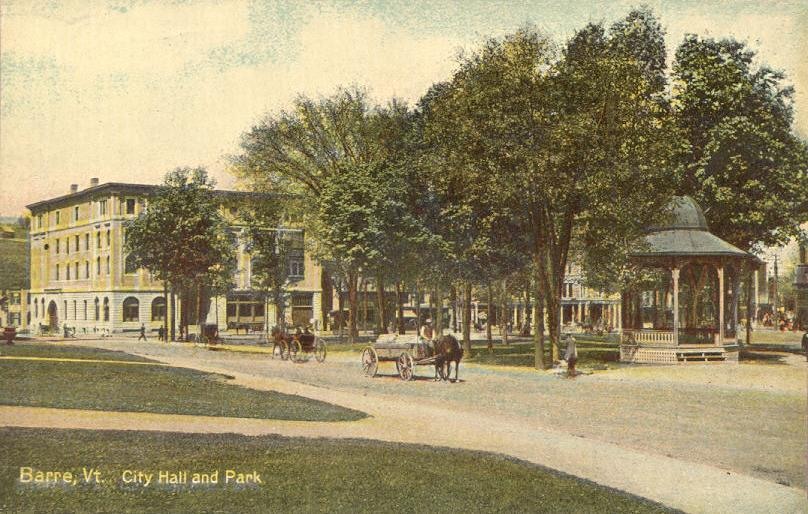
City Hall e parque em c. 1910

Em 6 de novembro de 1780, a terra foi concedida a William Williams e outros 64. Originalmente chamada de Wildersburgh, que incluía o que hoje é a Barre Town e Barre City. Foi fundada em 1788 por John Goldsbury e Samuel Rodgers, juntamente com suas famílias. Mas, insatisfeito com o nome Wildersburgh, os habitantes renomearam a cidade em homenagem a   Isaac Barré, um campeão das Colônias Americanas. Em 1895, 10. 4 km2  dentro da cidade foi definido fora e incorporada como a cidade separada.

### Indústria de granito

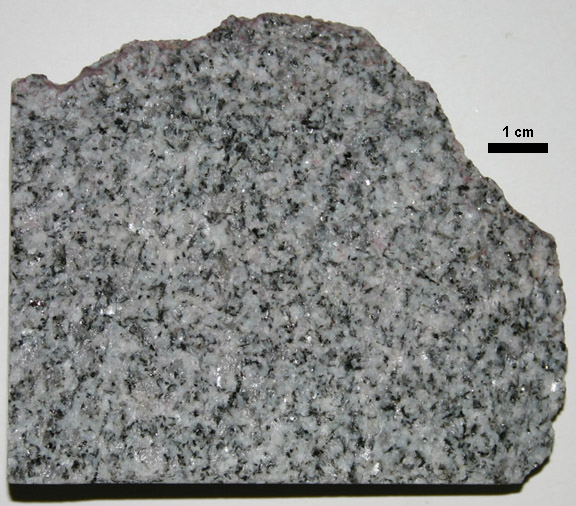
Exemplo de Barre de Granito, de E. L. Smith Pedreira de Rocha das Idades da Pedra da Empresa, Graniteville, Vermont

Barre é auto-proclamada "Centro Mundial de Granito". Estabelecida, inicialmente, com a descoberta de vastos depósitos de granitos na Millstone Hill, logo após a Guerra de 1812, a indústria de granito e a cidade se viu em um boom com a chegada da estrada de ferro. A fama deste vasto depósito de granito, que alguns geólogos dizem que é de 4 milhas (6, 44 milhas (6,4 km) de comprimento, 2 milhas (3, 22 milhas (3,2 km) de largura e 10 milhas (1610 milhas (16 km) de profundidade, logo se espalhou pela  Europa e Canadá. Um grande número de pessoas migraram para Barre oriundos da  Itália, Escócia, Espanha, Escandinávia, Grécia, Líbano, Canadá, e outros países. A população aumentou de  2. 060, em 1880, para 6. 790 em 1890, para 10. 000 em 1894. Na virada do século, Barre foi apontada como a cidade mais diversa do estado.
Os imigrantes italianos, em particular, trouxeram uma mudança radical, em grande parte movimentos sindicais anarquistas para Barre. A Quarry Workers' International Union of North America teve sede em Barre. Eles foram originalmente afiliados com o Socialist Labor Party  antes de filiar-se a Industrial Workers of the World, e em 1916, e, em 1929, a cidade elegeu um Partido Socialista da América como candidato a prefeito de Barre. O antigo Socialist Labor Party Hall  ainda está de pé, e foi listado no registro Nacional de Lugares Históricos em 2000.
O granito "Barre Gray" é procurado em todo o mundo por seu grão fino, até mesmo a textura e superior resistência a intempéries. Muitos escultores  preferem este granita para realizar esculturas ao ar livre. Em 1936, o granito da pedreira em Barre foi retirado 35 toneladas de uma seção de pedra na pedreira.
Hope Cemetery em Barre apresenta muitos exemplos, de escultores de arte.

## Geografia e clima
De acordo com o United States Census Bureau, a cidade tem uma área total de 10. 4 quilômetros quadrados. Barre é drenada por Stevens Branch River e Jail Branch River, afluentes do Winooski  River
A cidade é servida pela  Interestadual 89, U.S. Route 302, Vermont Route 14 e Vermont Route 62. Faz fronteira com a cidade de Berlim para o oeste, mas caso contrário, é rodeado pela cidade separada de Barre.
| Climate data for Barre Montpelier Airport (1981–2010) | Climate data for Barre Montpelier Airport (1981–2010) | Climate data for Barre Montpelier Airport (1981–2010) | Climate data for Barre Montpelier Airport (1981–2010) | Climate data for Barre Montpelier Airport (1981–2010) | Climate data for Barre Montpelier Airport (1981–2010) | Climate data for Barre Montpelier Airport (1981–2010) | Climate data for Barre Montpelier Airport (1981–2010) | Climate data for Barre Montpelier Airport (1981–2010) | Climate data for Barre Montpelier Airport (1981–2010) | Climate data for Barre Montpelier Airport (1981–2010) | Climate data for Barre Montpelier Airport (1981–2010) | Climate data for Barre Montpelier Airport (1981–2010) | Climate data for Barre Montpelier Airport (1981–2010) |
| Month                                                 | Jan                                                   | Feb                                                   | Mar                                                   | Apr                                                   | May                                                   | Jun                                                   | Jul                                                   | Aug                                                   | Sep                                                   | Oct                                                   | Nov                                                   | Dec                                                   | Year                                                  |
| ----------------------------------------------------- | ----------------------------------------------------- | ----------------------------------------------------- | ----------------------------------------------------- | ----------------------------------------------------- | ----------------------------------------------------- | ----------------------------------------------------- | ----------------------------------------------------- | ----------------------------------------------------- | ----------------------------------------------------- | ----------------------------------------------------- | ----------------------------------------------------- | ----------------------------------------------------- | ----------------------------------------------------- |
| Average high °F (°C)                                  | 25. 7 (−3. 5)                                         | 29. 7 (−1. 3)                                         | 38. 3 (3. 5)                                          | 52. 6 (11. 4)                                         | 65. 1 (18. 4)                                         | 73. 8 (23. 2)                                         | 78. 0 (25. 6)                                         | 76. 1 (24. 5)                                         | 68. 1 (20. 1)                                         | 55. 6 (13. 1)                                         | 43. 1 (6. 2)                                          | 31. 0 (−0. 6)                                         | 53. 1 (11. 7)                                         |
| Average low °F (°C)                                   | 7. 4 (−13. 7)                                         | 9. 9 (−12. 3)                                         | 19. 3 (−7. 1)                                         | 32. 0 (0)                                             | 42. 3 (5. 7)                                          | 51. 7 (10. 9)                                         | 56. 0 (13. 3)                                         | 54. 3 (12. 4)                                         | 46. 5 (8. 1)                                          | 35. 6 (2)                                             | 27. 3 (−2. 6)                                         | 14. 8 (−9. 6)                                         | 33. 1 (0. 6)                                          |
| Average precipitation inches (mm)                     | 2. 17 (55. 1)                                         | 2. 03 (51. 6)                                         | 2. 38 (60. 5)                                         | 2. 65 (67. 3)                                         | 3. 37 (85. 6)                                         | 3. 68 (93. 5)                                         | 3. 80 (96. 5)                                         | 4. 02 (102. 1)                                        | 3. 26 (82. 8)                                         | 3. 46 (87. 9)                                         | 3. 12 (79. 2)                                         | 2. 67 (67. 8)                                         | 36. 61 (929. 9)                                       |
| Average snowfall inches (cm)                          | 20. 4 (51. 8)                                         | 15. 9 (40. 4)                                         | 14. 2 (36. 1)                                         | 4. 6 (11. 7)                                          | 0 (0)                                                 | 0 (0)                                                 | 0 (0)                                                 | 0 (0)                                                 | 0 (0)                                                 | .8 (2)                                                | 8. 0 (20. 3)                                          | 18. 1 (46)                                            | 82 (208. 3)                                           |
| Average precipitation days (≥ .01 in)                 | 12. 8                                                 | 11. 3                                                 | 11. 5                                                 | 12. 5                                                 | 12. 8                                                 | 12. 7                                                 | 12. 1                                                 | 12. 1                                                 | 10. 6                                                 | 11. 9                                                 | 14. 0                                                 | 14. 3                                                 | 148. 6                                                |
| Average snowy days (≥ .1 in)                          | 10. 8                                                 | 8. 4                                                  | 6. 6                                                  | 3. 1                                                  | 0                                                     | 0                                                     | 0                                                     | 0                                                     | 0                                                     | .8                                                    | 5. 1                                                  | 10. 4                                                 | 45. 2                                                 |
| Source: NOAA                                          |                                                       |                                                       |                                                       |                                                       |                                                       |                                                       |                                                       |                                                       |                                                       |                                                       |                                                       |                                                       |                                                       |

## Demografia

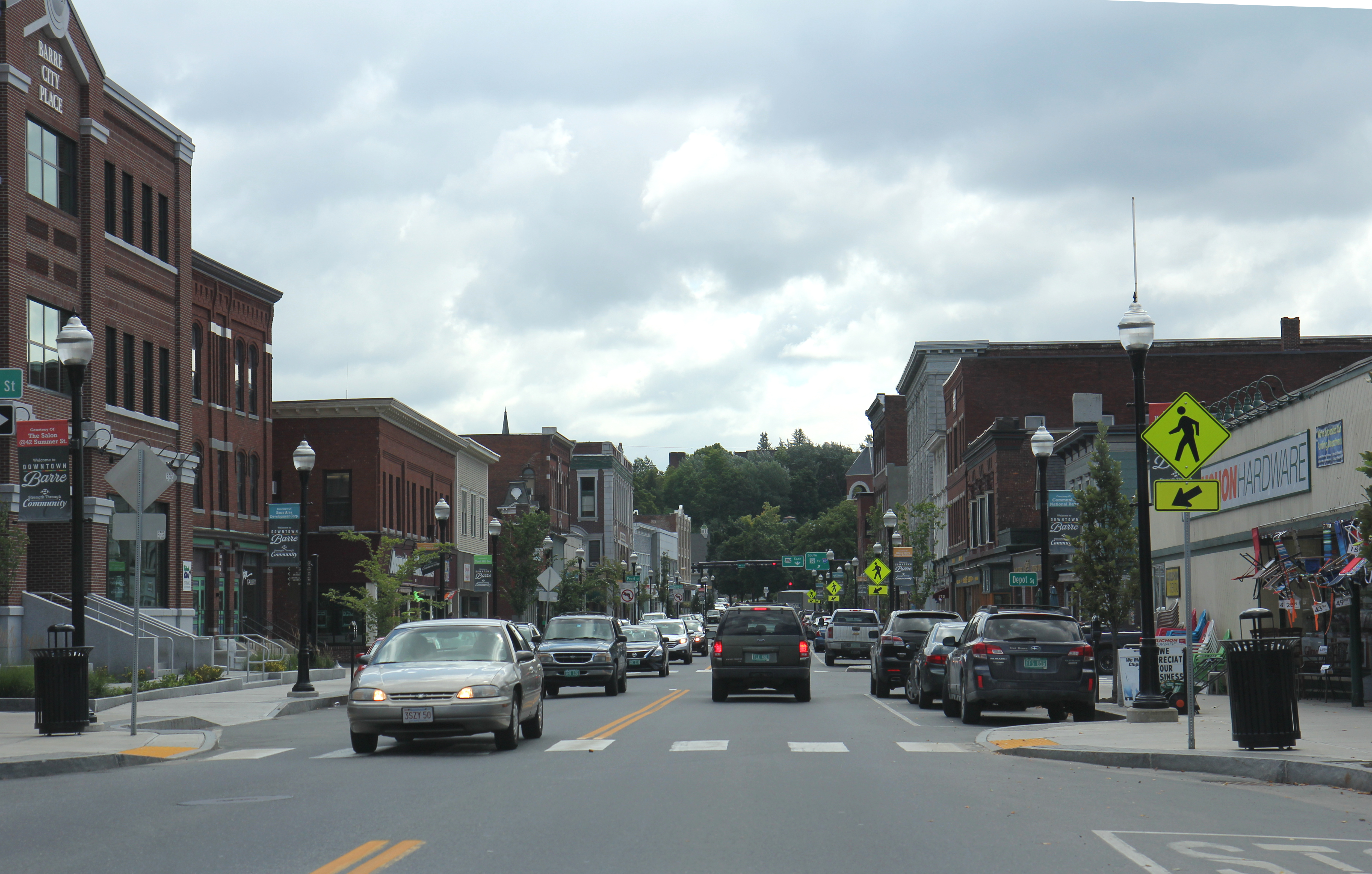
Centro De Barre

De acordo com o censo de 2000, existiam 9291 pessoas, 4220 famílias, e 2253 famílias que residem na cidade. A densidade populacional foi de 2309,4 pessoas por milha quadrada (892,4/km2). Havia 4477 unidades habitacionais em uma densidade média de 1112,8 por milha quadrada (430,0/km2). A composição racial da cidade era de 97,4% de Brancos, de 0,48% Pretos ou Africano-Americanos, de 0,38% Nativos Americanos, de 0,52%, Asiáticos, de 0,01% das Ilhas do Pacífico, de 0,32% de outras raças, e 0,89%, a partir de duas ou mais raças. Hispânicos ou Latinos de qualquer raça foram 1,68% da população.
Havia 4 220 famílias, das quais 26,3% tinham filhos menores de 18 anos que vivem com eles, 37% eram casais que vivem juntos e se juntou em casamento ou união civil, de 12,3% tinham um chefe de família do sexo feminino sem marido presente, e 46,6% eram não-famílias. De todas as famílias, 39,2% eram de indivíduos e de 16%, tinha alguém morando sozinho que tinha 65 anos de idade ou mais. O tamanho médio do agregado familiar foi de 2,14 e a média do tamanho da família foi 2,86.
Na cidade, a população espalhou com 22,4% de menores de 18 anos, de 7,9% de 18 a 24, de 29,5% de 25 a 44, de 27,0% de 45 a 69 anos, e de 13,2% que tinham 65 anos de idade ou mais. A mediana de idade foi de 38 anos. Para cada 100 mulheres, havia 86,5 homens. Para cada 100 mulheres de 18 anos ou mais, havia 82,6 homens.
A renda mediana para uma casa na cidade foi de US$30 393, e a renda mediana para uma família era US$42 660. Pessoas do sexo masculino possuem uma renda mediana de $33, 175 contra us $20, 319 para as mulheres. A renda per capita da cidade era US$18 724. Cerca de 9,9% das famílias e 13,0% da população estavam abaixo da linha de pobreza, incluindo 16,2% de pessoas com menos de 18 anos de idade e 12,6% das pessoas de 65 anos de idade ou mais.

## Governo
O prefeito de Barre é  Lucas Herring. Barre Cidade tem um "fraco prefeito" se levar em conta sua forma de governo e servem um mandato de 2 anos, com eleições apartidárias realizadas em Março. A cidade é dividida em três alas, e cada distrito elege dois membros do conselho da cidade. Conselheiros serviem mandato de dois anos, então, um conselho de assento de cada ala é para eleição todo mês de Março.
Barre Cidade também elege um funcionário da câmara e tesoureiro. O atual Secretário e Tesoureiro é Carolyn S. Dawes.
A cidade de Barre emprega um   gestor municipal. Steven Mackenzie, um ex-membro do conselho da cidade, que atualmente ocupa esta posição.

## Desporto
A equipe da Premier Basketball League, o Vermont Frost Heaves, jogou seus jogos em Barre no Barre Auditorium e no Memorial Auditorium, em Burlington, Vermont. A equipe foi originalmente pertencente à Sports Illustrated escritor Alexander Wolff. Um grupo local mais tarde assumiu a propriedade e operado os Heaves até a equipe encerrar suas atividades no final de 2010 e submetendo os seus jogadores para uma dispersão de rascunho.
O Vermont Mountaineers, um colegiado de verão, time de beisebol que pertence à New England Collegiate Baseball League, joga seus jogos em casa no próximo Montpelier Recreation Field.
O quarto-de-milha, alto-depositado Thunder Road Internacional Speedbowl é o principal palco automobilismo local no estado, e associado com as figuras notáveis da  NASCAR,  Ken Squier e Dave Moody. O Governador de Vermont Phil Scott, muitas vezes, participa da faixa "Copa 150 do Governador", entre outros eventos.

## Pessoas notáveis
- Gayleen Aiken, artista
- Norman Anderson, o atleta
- David Bola, jogador da NFL

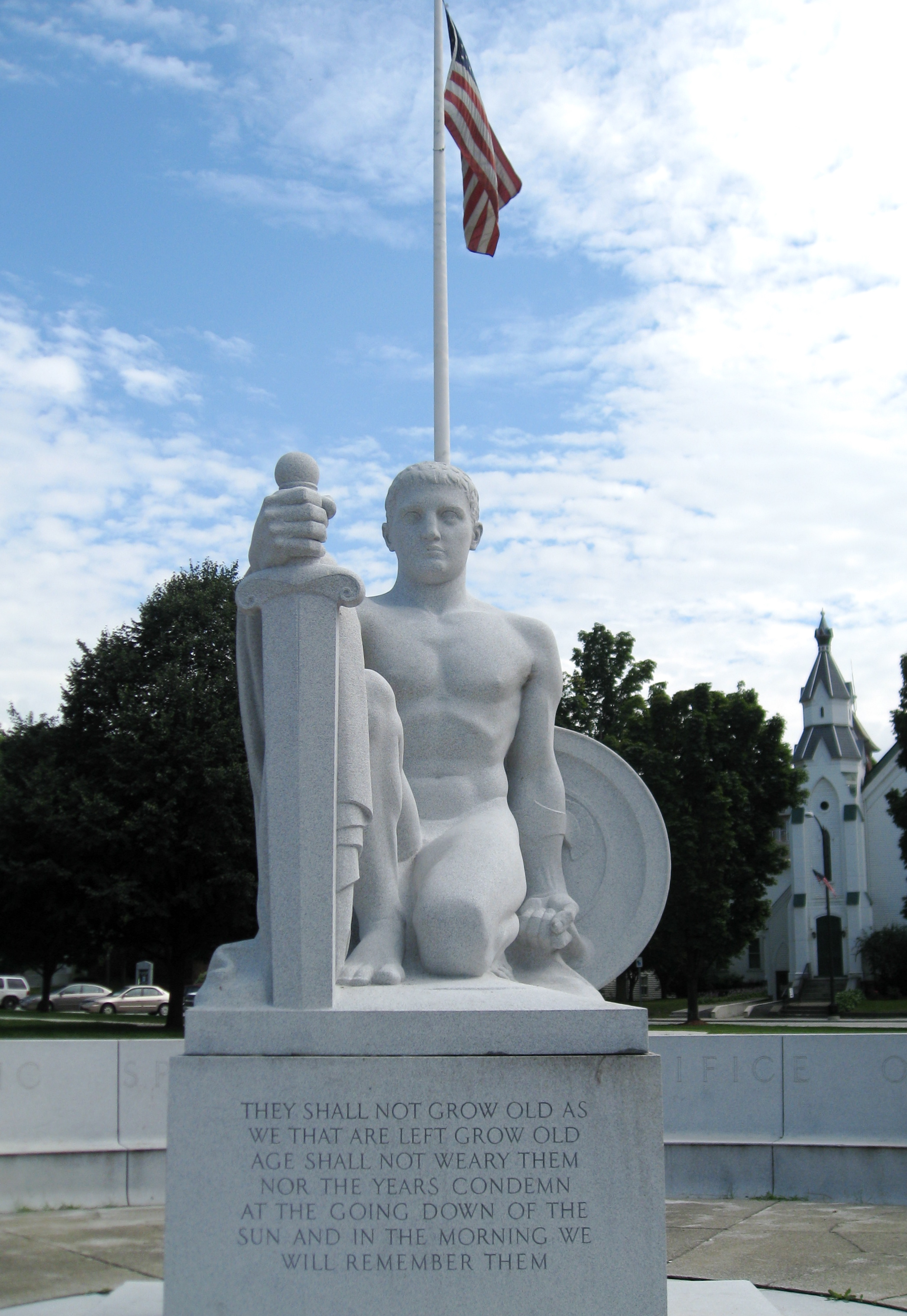
O Barre Guerra Mundial 1 Memorial, a "Juventude Triunfante", pelo escultor Paulo Jennewein

- Lucina C. Broadwell, vítima de assassinato
- Thomas H. Caverna, Tesoureiro Do Estado De Vermont
- Deane C. Davis, 74o Governador de Vermont
- Ira Hobart Evans, recebeu a Medal of Honor da Guerra Civil
- Jovens Firpo, boxer
- James Fisk, Senador americano  e Deputado federal de Vermont
- Luigi Galleani, italiano anarquista
- Hollister Jackson, 54ª vice-Governador de Vermont[15][16][17][18]
- Jennifer McMahon, romancista
- James F. Milne, Secretário de Estado de Vermont[19]
- Dave Moody, comentarista da  NASCAR
- Katherine Paterson, autora de Ponte para Terabítia
- Carlos Poletti, 46ª Governador de Nova York
- Paulo N. Poirier, membro da Câmara de Deputados de Vermont   e do Conselho da Cidade de Barre
- Richard Romanus, ator
- Phil Scott, 82º  - Governador de Vermont
- Sócrates N. Sherman, membro da câmara dos Estados Unidos, Representantes de Nova York
- Fred Swan, artista

### Sites de interesse
- Barre Opera House
- Barre Museu
- Vermont Granito Museu
- Estúdio De Artes Lugar